# L'ombra della paura
L'ombra della paura (Under the Shadow, زیر سایه) è un film del 2016 diretto da Babak Anvari.
Il film è disponibile da gennaio 2017 su Netflix, doppiato in italiano. Al di la delle vicende sovrannaturali che affliggono le protagoniste, il film propone un sottotesto basato sulla condizione delle donne musulmane durante la guerra tra Iran e Iraq.
In Italia è stato distribuito per il mercato home video con il titolo Under the Shadow - Il diavolo nell'ombra.

## Trama
Durante i conflitti post-rivoluzionari nel 1980, agli inizi della guerra tra Iran e Iraq, una mamma musulmana che vive a Teheran, Shideh, deve badare alla figlia Dorsa sotto la costante paura dei bombardamenti. La situazione peggiora quando il marito viene inviato, in quanto medico, nella zona di combattimento e gli inquilini del palazzo iniziano ad andarsene per paura delle bombe. Un giorno un razzo centra il palazzo dove vivono Shideh e Dorsa, rimanendo fortunatamente inesploso ma aprendo una grossa crepa nel soffitto dell'appartamento in cui abitano le protagoniste. Da allora una serie di strani eventi sconvolgono la vita di Shideh, che diventa via via convinta della presenza di un essere maligno che sta cercando di prendere sua figlia.

## Accoglienza

### Critica
Il film ha riscosso un notevole successo di critica. A gennaio 2017 il sito aggregatore di critica cinematografica Rotten Tomatoes riporta un consenso del 99% su un totale di 91 recensioni.